# Tjornokozyntsi-borgen
Tjornokozyntsi-borgen er ruinen af en befæstet bygning, der blev opført i slutningen af 1300-tallet eller begyndelsen af 1400-tallet nær landsbyen Tjornokozyntsi i Kamjanets-Podilskij rajon i Khmelnytskyj oblast, Ukraine. Fra midten af 1400-tallet til slutningen af 1700-tallet fungerede borgen som sommerresidens for de romersk-katolske biskopper i Kamjanets.
I 1500-tallet blev borgen to gange ødelagt af tatarer, og i 1674 hærgede tyrkerne den. I 1795 kom borgen under den russiske stat.
Borgen var omgivet af en voldgrav og bestod af en gammel og en nyere del, der var adskilt af en mur med en port. Det havde fire tårne, men der er kun bevaret dele af to af disse.
| Bygning eller seværdighed | Spire Denne artikel om en bygning, et bygningsværk eller en seværdighed er en spire som bør udbygges. Du er velkommen til at hjælpe Wikipedia ved at udvide den. |

48°39′41″N 26°16′53″Ø / 48.6614°N 26.2814°Ø